# Kostomłoty (gmina)
Kostomłoty – gmina wiejska w województwie dolnośląskim, w powiecie średzkim. W latach 1975–1998 gmina położona była w województwie wrocławskim.
Siedziba gminy to Kostomłoty.
Według danych z 30 czerwca 2004 gminę zamieszkiwało 6941 osób. Natomiast według danych z 30 czerwca 2020 roku gminę zamieszkiwało 7110 osób.

## Struktura powierzchni
Obszar gminy jest prawie bezleśny, większe kompleksy leśne (ok. 730 ha), położone są w jej południowej części,
w dolinie rzeki Strzegomki. Gminę cechuje wybitnie rolniczy charakter.
Gmina Kostomłoty ma obszar 146,25 km², w tym:
- użytki rolne: 88%
- użytki leśne: 4%

Gmina stanowi 20,78% powierzchni powiatu.

## Demografia

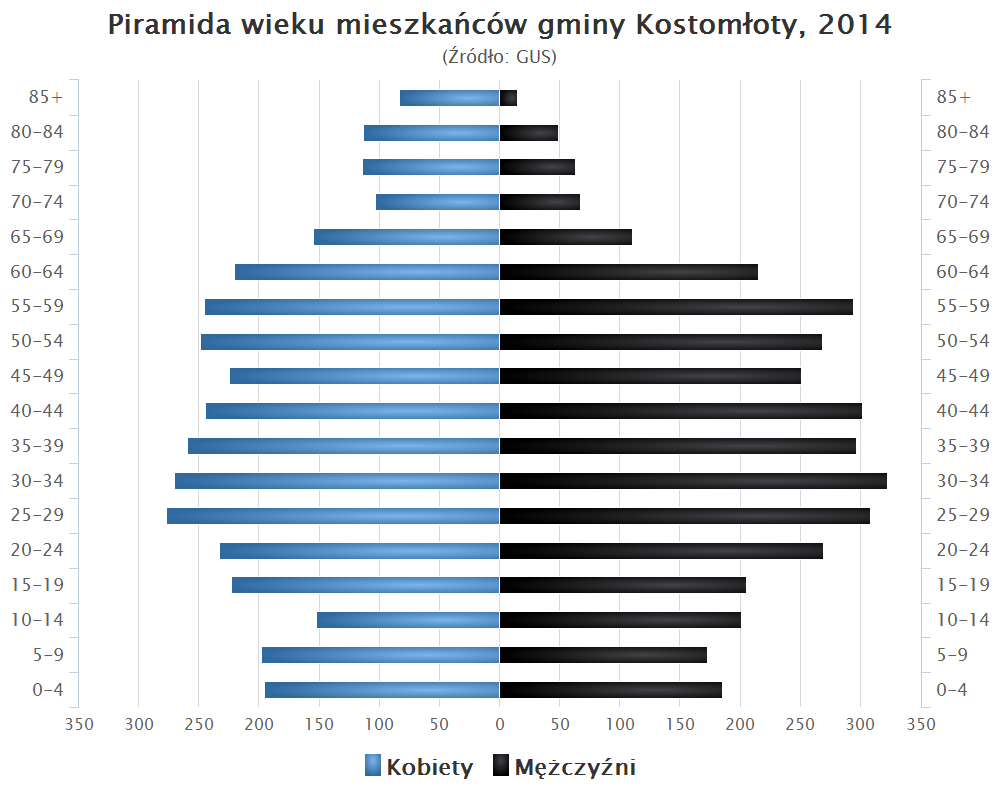
Piramida wieku mieszkańców gminy Kostomłoty w 2014 roku

Dane z 30 czerwca 2004:
| Opis                              | Ogółem | Ogółem | Kobiety | Kobiety | Mężczyźni | Mężczyźni |
| --------------------------------- | ------ | ------ | ------- | ------- | --------- | --------- |
| jednostka                         | osób   | %      | osób    | %       | osób      | %         |
| populacja                         | 6941   | 100    | 3467    | 49,9    | 3474      | 50,1      |
| gęstość zaludnienia (mieszk./km²) | 47,5   | 47,5   | 23,7    | 23,7    | 23,8      | 23,8      |

## Miejscowości
Bogdanów, Budziszów, Chmielów, Czechy, Godków, Jakubkowice, Jarząbkowice, Jenkowice, Karczyce, Kostomłoty, Lisowice, Lisowice (zniesiona osada), Mieczków, Osiek, Paździorno, Piersno, Piotrowice, Pustynka, Ramułtowice, Samborz, Samsonowice, Siemidrożyce, Sikorzyce, Sobkowice, Szymanowice, Świdnica Polska, Wichrów, Wilków Średzki, Wnorów, Zabłoto.

## Sąsiednie gminy
Kąty Wrocławskie, Mietków, Miękinia, Środa Śląska, Udanin, Żarów